# Orbea variegata
Orbea variegata (Syn.: Stapelia variegata) ist eine Pflanzenart aus der Unterfamilie der Seidenpflanzengewächse (Asclepiadoideae). Das Artepitheton variegata bedeutet ‚(lat. variegatus) verändert, bunt‘. Als deutsche Trivialnamen verwendet man Aasblume oder Ordensstern; der Name Aasblume wird beispielsweise auch für viele Arten der nahe verwandten Gattung Stapelia verwendet.

## Beschreibung

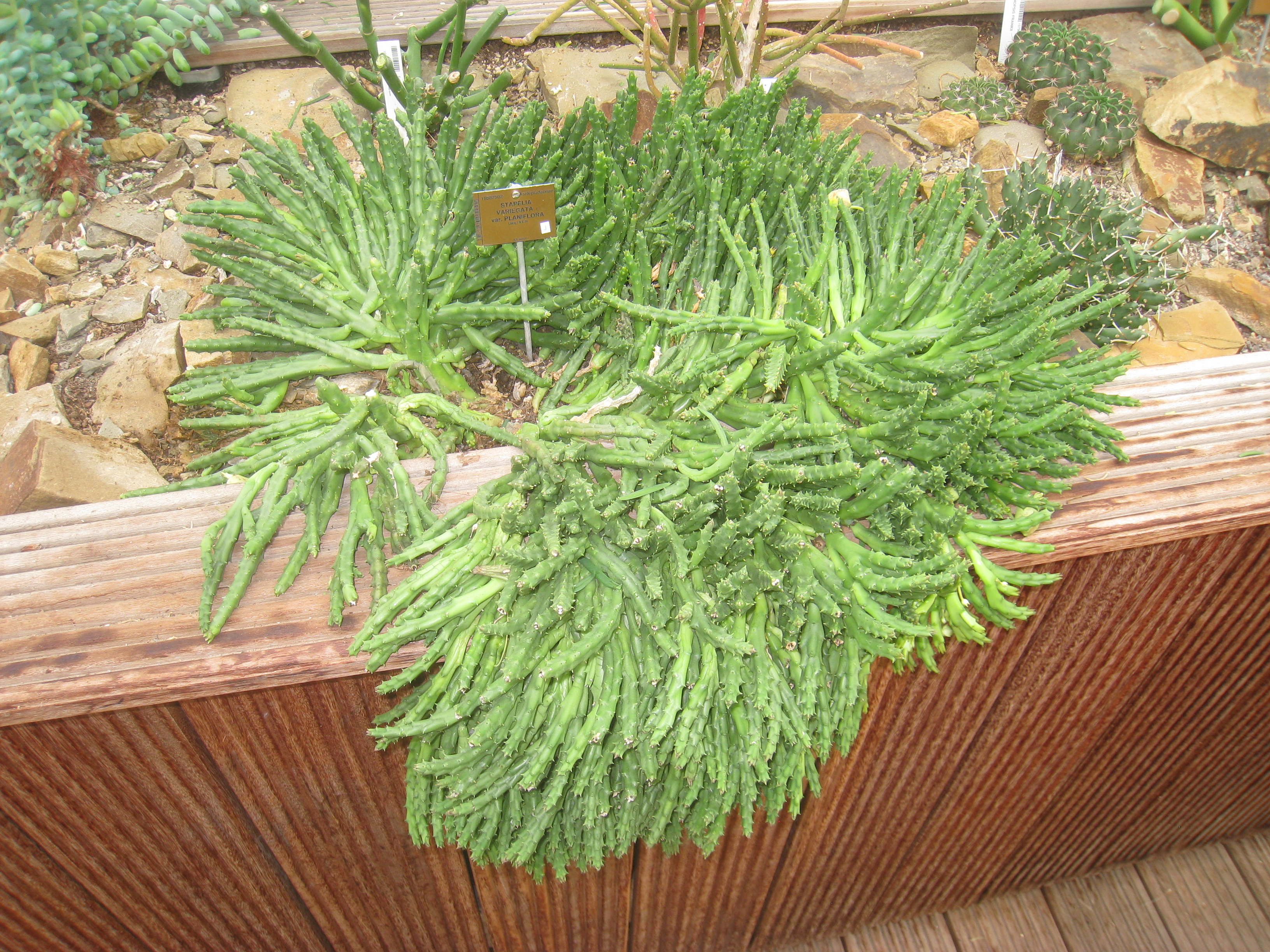
Habitus

### Vegetative Merkmale
Die stammsukkulenten, gedrungenen oder auch schlanken Triebe von Orbea variegata liegen an der Basis und steigen dann auf, oder stehen aufrecht. Sie bilden kleine Rasen oder Klumpen mit einem Durchmesser von 5 bis 20 cm, selten auch bis zu einem Meter. Die schlanken Triebe werden bis etwa 15 cm lang bzw. hoch bei einem Durchmesser von etwa 0,5 bis 1 cm. Gedrungene Triebe werden nur 4 bis 5 cm hoch, bei einem Durchmesser von unter 1 cm. Die Triebe sind grün mit purpurfarbigen Flecken. Die Warzen sind abgespreizt und bis 3 bis 9 mm, selten auch bis 1,5 cm lang. Sie sind locker in vier stumpfwinkligen Rippen angeordnet mit jeweils einer Längsgrube zwischen den Rippen. Die Nebenblattrudimente können fehlen. Der Milchsaft ist farblos.

### Blütenstand und Blüte
Der Blütenstandsschaft weist eine Länge von 2 bis 6 mm bei einem Durchmesser von 0,2 bis 0,3 mm auf. Der Blütenstand enthält ein bis fünf Blüten. Die Blütenknospen sind am Knospenende lang ausgezogen und zugespitzt, aber auch flach und gerundet.
Die zwittrige Blüte ist radiärsymmetrisch und fünfzählig. Die fünf Kelchblätter sind ungefähr 9 mm lang. Die fünf Kronblätter sind flach-beckenförmig verwachsen und die Krone weist einen Durchmesser von 5 bis 9 cm auf. Die Krone ist außen grün und die Kronzipfel und die Nervatur sind rötlich überlaufen. Die Innenseite der Krone ist blass grünlich-gelb oder hell gelblich mit einem variablen Muster aus mehr oder weniger großen schwarzpurpurfarbenen, karmesinroten oder auch purpurbraunen Flecken und Punkten. Der runde oder auch gerundet-fünfeckige Annulus ist meist heller gelb und feiner gezeichnet. Der Rand ist zurückgebogen, die Oberfläche warzig, innen quer gerunzelt. Die Kronröhre umschließt die Nebenkrone. Die Kronblattzipfel sind bei einer Länge von etwa 2,5 cm und einer Breite von etwa 2,3 cm annähernd dreieckig, flach ausgebreitet oder leicht nach außen gebogen. Die im Durchmesser 6 bis 7 mm messende Nebenkrone ist blassgelb gefärbt mit dunkelvioletten Punkten, oder auch dunkelviolett gefärbt. Die interstaminalen Nebenkronzipfel sind tief taschenförmig, länglich-rechteckig und bis zur Hälfte zweigeteilt oder zweizähnig, sowie aufsteigend und weichen dabei auseinander. Die staminalen Nebenkronzipfel sind 3 mm lang und 1,2 mm breit und eiförmig-lanzettlich geformt. Sie besitzen an der Basis und am oberen Ende fadendünne oder pfriemliche, annähernd gleich lange Fortsätze, die am oberen Ende den Griffelkopf überragen. Die Enden sind keulenförmig und nach außen gebogen. Eine Nektarhöhle ist vorhanden, die Öffnung tropfenförmig. Die Pollinien sind bei einer Breite von 0,8 mm und einer Höhe 0,5 mm schmal D-förmig.
Geöffnete Blüten verströmen einen aasartigen Geruch. Die Blütezeit reicht von Anfang Juni bis September.

### Frucht und Samen

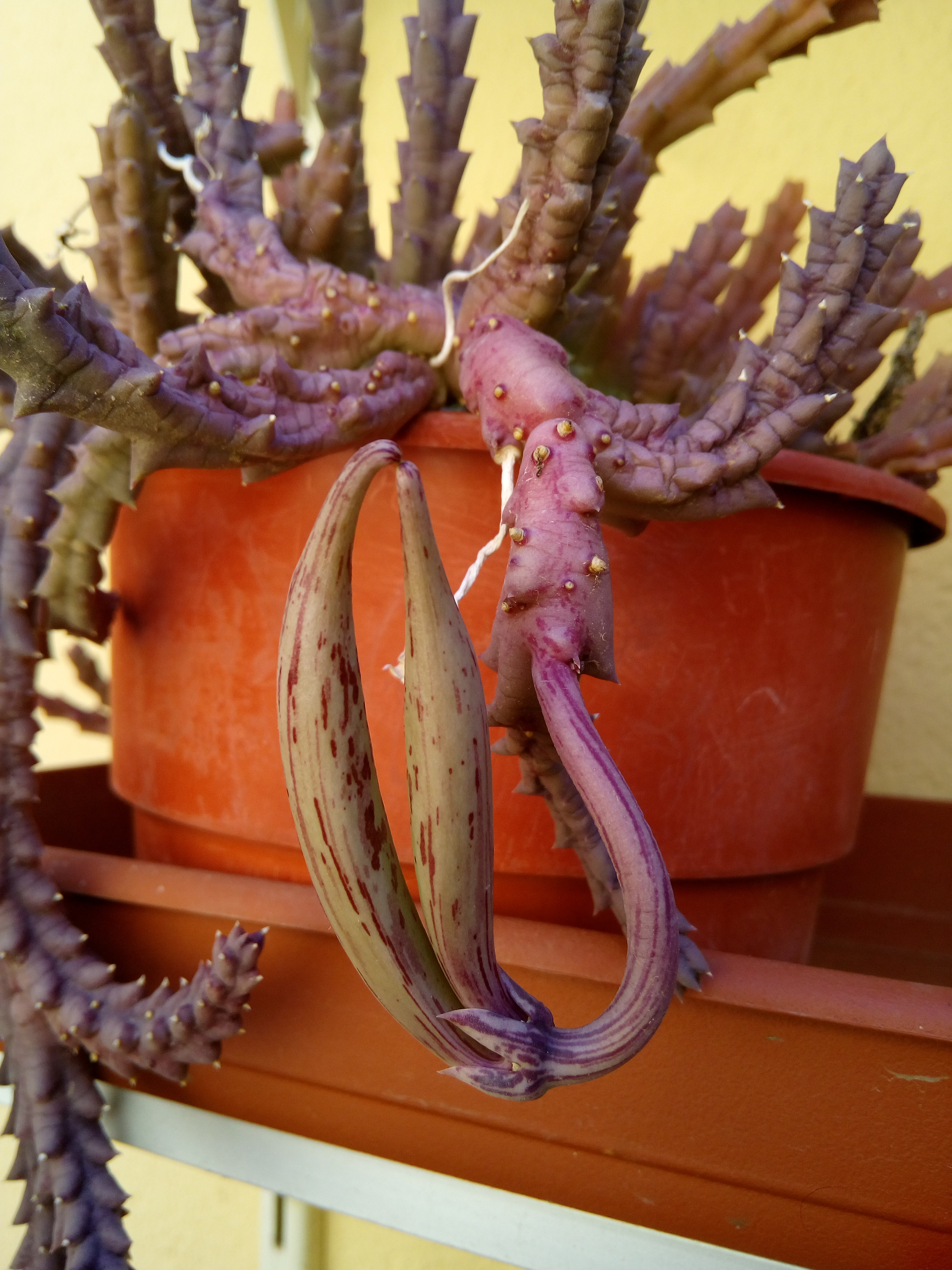
Frucht

Die Balgfrüchte stehen paarig, in spitzem Winkel zueinander und aufrecht. Sie sind lang spindelförmig mit glatter Oberfläche und bis 12 cm lang.

### Chromosomenzahl
Die Chromosomenzahl beträgt 2n = 22 oder 44.

### Unterschiede zu verwandten Arten
Orbea variegata ist eng mit Orbea namaquensis verwandt, welche nördlich des Verbreitungsgebietes von Orbea variagata in mehr trockeneren Regionen von Namaqualand vorkommt. Östlich schließt sich das Verbreitungsgebiet der ebenfalls nahe verwandten Arten Orbea pulchella und Orbea verrucosa an, zum Teil überlappen sich die Verbreitungsgebiete auch etwas. Beide Arten unterscheiden sich aber von Orbea variegata durch die deutlich kleineren Blüten, den weniger deutlich ausgebildeten Annulus und die kleineren staminalen und interstaminalen Nebenkronzipfel.

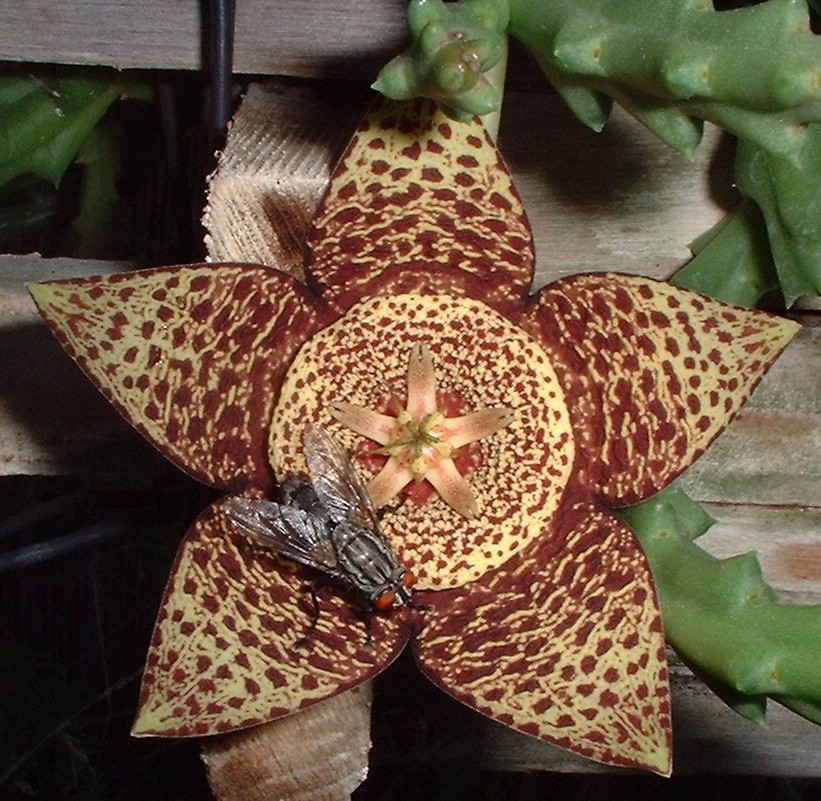
Blüte mit durch den Aasgeruch angelockter Fliege

## Synökologie
Durch den Aasgeruch, den die Blüten absondern, werden Schmeißfliegen angelockt, die die Blüten bestäuben. Auf den Kanaren ist Orbea variegata auch eine Nahrungspflanze für die Raupen des Kleinen Monarchfalters (Danaus chrysippus) und des Monarchfalters (Danaus plexippus).

## Vorkommen
Orbea variegata ist ursprünglich ausschließlich in Südafrika verbreitet. Sie gedeiht in Höhenlagen zwischen 0 und etwa 1000 Meter. Sie wächst an flach geneigten, selten auch steilen, steinigen Abhängen, manchmal unter Gebüsch, aber auch an Stellen, die mehr oder weniger voll der Sonne ausgesetzt sind.
Inzwischen ist Orbea variegata in vielen Ländern der Subtropen verwildert und ein Neophyt (beispielsweise Südaustralien).

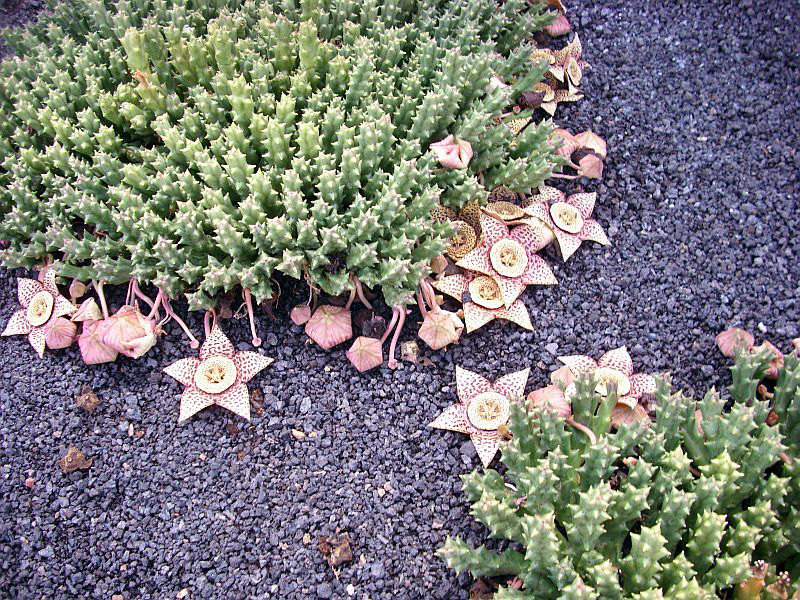
Große Pflanzengruppe mit Blüten

## Kultivierung
Orbea variegata ist seit langem in Kultur, da sie recht pflegeleicht ist und wenig Wasser benötigt. In Gebieten ohne Frost werden einige Orbea-Arten und -Sorten an sonnigen Standorten als Zierpflanzen verwendet, besonders in trockenen Gebieten können sie in Gärten gepflegt werden. In Gebieten mit Frost müssen sie im Gewächshaus oder Räumen überwintert werden oder werden ganzjährig im Gewächshaus gepflegt oder als Zimmerpflanzen verwendet. Sie kam bereits 1639 mit einer Pflanzensammlung des Missionars und Pflanzensammler Justus Heurnius nach Europa und war damit die erste Stapelien-Art in Europa, die in Kultur genommen wurde. Sie ist sehr tolerant gegen sehr hohen Temperaturen, aber auch gegen kalte (Zimmer-)Temperaturen und verträgt sogar geringe Frostgrade. Sie ist weitgehend resistent gegen die „Black spot“-Krankheit der Seidenpflanzengewächse. Während der Wachstumsphase muss sie regelmäßig gegossen werden und muss im Winter trocken gehalten werden. Sie kann sehr leicht durch Stecklinge vermehrt werden. Die Samen keimen gut und rasch wenn sie frisch sind. Inzwischen existieren auch zahlreiche Kultivare und Kulturhybriden.

## Systematik
Diese Art wurde 1753 von Carl von Linné unter dem Namen Stapelia variegata (Basionym) in Species Plantarum, 1, S. 217 erstveröffentlicht. Adrian Hardy Haworth stellte sie 1812 in Synopsis plantarum succulentarum ..., S. 40 zu seiner neuen Gattung Orbea. Die Blüten und auch die Wuchsform ist sehr variabel. Dies führt in der Vergangenheit dazu, dass diese Art unter den verschiedensten Namen beschrieben wurde. Birgit Müller, Janine Kiel, Focke Albers und Ulrich Meve listen über 50 Synonyme auf und betonen, dass die Liste noch unvollständig ist. Dazu kommen noch einige Kulturformen und Kulturhybriden. Sie war lange unter dem Namen Stapelia variegata bekannt. Nach der Abtrennung der Gattung Orbea wurde sie in diese Gattung umkombiniert, da sie die Typusart von Orbea ist.

## Anmerkung
1. ↑  Die Früchte und Samen sind in der benützten Literatur aus unbekannten Gründen nicht beschrieben.